# Acacia pringlei
Acacia pringlei é uma espécie de leguminosa do gênero Acacia, pertencente à família Fabaceae.